# Lacrim/Diskografie
Diese Diskografie ist eine Übersicht über die musikalischen Werke des französischen Rappers Lacrim. Den Schallplattenauszeichnungen zufolge hat er bisher mehr als 7,6 Millionen Tonträger verkauft.

## Alben

### Studioalben
| Jahr | Titel Musiklabel                        | Höchstplatzierung, Gesamtwochen, AuszeichnungChartplatzierungen (Jahr, Titel, Musiklabel, Platzierungen, Wochen, Auszeichnungen, Anmerkungen) | Höchstplatzierung, Gesamtwochen, AuszeichnungChartplatzierungen (Jahr, Titel, Musiklabel, Platzierungen, Wochen, Auszeichnungen, Anmerkungen) | Höchstplatzierung, Gesamtwochen, AuszeichnungChartplatzierungen (Jahr, Titel, Musiklabel, Platzierungen, Wochen, Auszeichnungen, Anmerkungen) | Anmerkungen                                                 |
| Jahr | Titel Musiklabel                        | FR | BEW | CH | Anmerkungen                                                 |
| ---- | --------------------------------------- | --- | --- | --- | ----------------------------------------------------------- |
| 2014 | Corleone Capitol Music France           | FR1 ×2Doppelplatin · (43 Wo.)FR | BEW6 (36 Wo.)BEW | CH37 (2 Wo.)CH | Erstveröffentlichung: 1. September 2014 Verkäufe: + 200.000 |
| 2017 | Force & Honneur Capitol Music France    | FR1 ×3Dreifachplatin · (95 Wo.)FR | BEW2 (74 Wo.)BEW | CH8 (4 Wo.)CH | Erstveröffentlichung: 31. März 2017 Verkäufe: + 300.000     |
| 2019 | Lacrim Plata O Plomo Records            | FR1 Platin · (52 Wo.)FR | BEW4 (36 Wo.)BEW | CH9 (3 Wo.)CH | Erstveröffentlichung: 8. Februar 2019 Verkäufe: + 100.000   |
| 2021 | Persona non grata Plata O Plomo Records | FR6 Platin · (58 Wo.)FR | BEW12 (43 Wo.)BEW | CH23 (2 Wo.)CH | Erstveröffentlichung: 10. Dezember 2021 Verkäufe: + 100.000 |
| 2024 | Veni vidi vici Plata O Plomo Records    | FR1 Platin · (… Wo.)FR | BEW5 (21 Wo.)BEW | CH26 (1 Wo.)CH | Erstveröffentlichung: 14. Juni 2024 Verkäufe: + 100.000     |
| 2025 | Ripro Plata O Plomo Records             | FR1 (… Wo.)FR | BEW11 (… Wo.)BEW | CH33 (1 Wo.)CH | Erstveröffentlichung: 7. Februar 2025                       |

### Mixtapes
| Jahr | Titel Musiklabel                                         | Höchstplatzierung, Gesamtwochen, AuszeichnungChartplatzierungen (Jahr, Titel, Musiklabel, Platzierungen, Wochen, Auszeichnungen, Anmerkungen) | Höchstplatzierung, Gesamtwochen, AuszeichnungChartplatzierungen (Jahr, Titel, Musiklabel, Platzierungen, Wochen, Auszeichnungen, Anmerkungen) | Höchstplatzierung, Gesamtwochen, AuszeichnungChartplatzierungen (Jahr, Titel, Musiklabel, Platzierungen, Wochen, Auszeichnungen, Anmerkungen) | Anmerkungen                                                 |
| Jahr | Titel Musiklabel                                         | FR | BEW | CH | Anmerkungen                                                 |
| ---- | -------------------------------------------------------- | --- | --- | --- | ----------------------------------------------------------- |
| 2010 | Liberté provisoire No Time Records                       | — | — | — | Erstveröffentlichung: 24. Juni 2010                         |
| 2012 | Faites entrer Lacrim Musicast                            | FR16 (4 Wo.)FR | — | — | Erstveröffentlichung: 14. Mai 2012                          |
| 2012 | Toujours le même 13ème Art Music, Musicast               | FR173 (2 Wo.)FR | — | — | Erstveröffentlichung: 17. Dezember 2012                     |
| 2015 | R.I.P.R.O. – Volume 1 Capitol Music France               | FR1 Platin · (32 Wo.)FR | BEW8 (26 Wo.)BEW | CH20 (2 Wo.)CH | Erstveröffentlichung: 1. Juni 2015 Verkäufe: + 100.000      |
| 2015 | R.I.P.R.O. 2 Capitol Music France                        | FR12 Platin · (46 Wo.)FR | BEW12 (24 Wo.)BEW | CH33 (1 Wo.)CH | Erstveröffentlichung: 11. Dezember 2015 Verkäufe: + 100.000 |
| 2017 | R.I.P.R.O. 3 Capitol Music France, Plata O Plomo Records | FR1 ×3Dreifachplatin · (88 Wo.)FR | BEW4 (23 Wo.)BEW | CH27 (1 Wo.)CH | Erstveröffentlichung: 17. November 2017 Verkäufe: + 300.000 |
| 2020 | R.I.P.R.O 4 Capitol Music France, Plata O Plomo Records  | FR2 Platin · (60 Wo.)FR | BEW6 (26 Wo.)BEW | CH12 (2 Wo.)CH | Erstveröffentlichung: 16. Oktober 2020 Verkäufe: + 100.000  |

### EPs
| Jahr | Titel Musiklabel                                         | Höchstplatzierung, Gesamtwochen, AuszeichnungChartplatzierungen (Jahr, Titel, Musiklabel, Platzierungen, Wochen, Auszeichnungen, Anmerkungen) | Höchstplatzierung, Gesamtwochen, AuszeichnungChartplatzierungen (Jahr, Titel, Musiklabel, Platzierungen, Wochen, Auszeichnungen, Anmerkungen) | Höchstplatzierung, Gesamtwochen, AuszeichnungChartplatzierungen (Jahr, Titel, Musiklabel, Platzierungen, Wochen, Auszeichnungen, Anmerkungen) | Anmerkungen                             |
| Jahr | Titel Musiklabel                                         | FR | BEW | CH | Anmerkungen                             |
| ---- | -------------------------------------------------------- | --- | --- | --- | --------------------------------------- |
| 2012 | Né pour mourir 13ème Art Music, Musicast                 | FR12 (15 Wo.)FR | BEW96 (1 Wo.)BEW | — | Erstveröffentlichung: 3. Juni 2013      |
| 2023 | Sale époque Plata O Plomo Records / Sony Music           | — | — | — | Erstveröffentlichung: 8. November 2013  |
| 2023 | En attendant Corleone Plata O Plomo Records / Sony Music | — | BEW188 (1 Wo.)BEW | — | Erstveröffentlichung: 15. Dezember 2013 |

## Singles

### Als Leadmusiker
| Jahr | Titel Album                                             | Höchstplatzierung, Gesamtwochen, AuszeichnungChartplatzierungen (Jahr, Titel, Album, Platzierungen, Wochen, Auszeichnungen, Anmerkungen) | Höchstplatzierung, Gesamtwochen, AuszeichnungChartplatzierungen (Jahr, Titel, Album, Platzierungen, Wochen, Auszeichnungen, Anmerkungen) | Höchstplatzierung, Gesamtwochen, AuszeichnungChartplatzierungen (Jahr, Titel, Album, Platzierungen, Wochen, Auszeichnungen, Anmerkungen) | Anmerkungen                                                                               |
| Jahr | Titel Album                                             | FR | BEW | CH | Anmerkungen                                                                               |
| --- | ------------------------------------------------------- | --- | --- | --- | ----------------------------------------------------------------------------------------- |
| 2013 | On va tout perdre –                                     | FR116 (2 Wo.)FR | — | — | Erstveröffentlichung: 24. April 2013 feat. Mister You                                     |
| 2014 | Mon glock te mettra à genoux Corleone                   | FR12 (11 Wo.)FR | — | — | Erstveröffentlichung: 14. April 2014                                                      |
| 2014 | Tout le monde veut des Lovés Corleone                   | FR25 Gold · (20 Wo.)FR | — | — | Erstveröffentlichung: 12. Juni 2014 Verkäufe: + 100.000                                   |
| 2014 | Corleone                                                | FR28 Gold · (7 Wo.)FR | — | — | Erstveröffentlichung: 18. Juli 2014 Verkäufe: + 100.000                                   |
| 2014 | Pocket Coffee Corleone                                  | FR30 (5 Wo.)FR | — | — | Erstveröffentlichung: 18. Juli 2014                                                       |
| 2014 | Pronto Corleone                                         | FR11 (3 Wo.)FR | — | — | Erstveröffentlichung: 10. August 2014                                                     |
| 2015 | A.W.A. 2 R.I.P.R.O. – Volume 1                          | FR102 (2 Wo.)FR | — | — | Erstveröffentlichung: 17. April 2015                                                      |
| 2015 | Sablier R.I.P.R.O. – Volume 1                           | FR36 Gold · (5 Wo.)FR | — | — | Erstveröffentlichung: 11. Mai 2015 Verkäufe: + 100.000                                    |
| 2015 | Carte de la vieillesse R.I.P.R.O. – Volume 1            | FR49 (2 Wo.)FR | — | — | Erstveröffentlichung: 15. Mai 2015                                                        |
| 2015 | Billets en l’air R.I.P.R.O. – Volume 1                  | FR35 (2 Wo.)FR | — | — | Erstveröffentlichung: 25. Mai 2015                                                        |
| 2015 | J’ai mal R.I.P.R.O. 2                                   | FR49 Gold · (8 Wo.)FR | — | — | Erstveröffentlichung: 13. November 2015 Verkäufe: + 100.000                               |
| 2015 | Gustavo Gaviria R.I.P.R.O. 2                            | FR68 Diamant · (3 Wo.)FR | — | — | Erstveröffentlichung: 20. November 2015 Verkäufe: + 333.333                               |
| 2015 | Poutine R.I.P.R.O. 2                                    | FR116 Gold · (1 Wo.)FR | — | — | Erstveröffentlichung: 20. November 2015 Verkäufe: + 100.000                               |
| 2015 | Brasse au max R.I.P.R.O. 2                              | FR86 (2 Wo.)FR | — | — | Erstveröffentlichung: 27. November 2015                                                   |
| 2015 | Marabout R.I.P.R.O. 2                                   | FR69 (2 Wo.)FR | — | — | Erstveröffentlichung: 4. Dezember 2015                                                    |
| 2016 | Tony Pattaya                                            | FR13 (5 Wo.)FR | — | — | Erstveröffentlichung: 6. Januar 2016 mit Kore & Sch                                       |
| 2017 | Traîtres Force & Honneur                                | FR2 Platin · (15 Wo.)FR | BEW14 (4 Wo.)BEW | CH49 (1 Wo.)CH | Erstveröffentlichung: 3. Februar 2017 Verkäufe: + 133.333                                 |
| 2017 | Grande armée Force & Honneur                            | FR2 Platin · (22 Wo.)FR | BEW35 (2 Wo.)BEW | CH60 (1 Wo.)CH | Erstveröffentlichung: 17. Februar 2017 Verkäufe: + 133.333                                |
| 2017 | Colonel Carrillo Force & Honneur                        | FR2 Gold · (8 Wo.)FR | BEW44 (1 Wo.)BEW | CH88 (1 Wo.)CH | Erstveröffentlichung: 24. März 2017 Verkäufe: + 66.666                                    |
| 2017 | La dolce vita Force & Honneur                           | FR9 Gold · (20 Wo.)FR | — | — | Erstveröffentlichung: 31. März 2017 Verkäufe: + 66.666                                    |
| 2017 | Oh bah oui Force & Honneur                              | FR2 Diamant · (30 Wo.)FR | — | CH48 (1 Wo.)CH | Erstveröffentlichung: 28. Juni 2017 Verkäufe: + 333.333; feat. Booba                      |
| 2017 | Ce soir ne sors pas R.I.P.R.O. 3                        | FR20 Diamant · (28 Wo.)FR | BEW46 (4 Wo.)BEW | — | Erstveröffentlichung: 7. Juli 2017 Verkäufe: + 333.333; feat. Maître Gims                 |
| 2017 | Judy Moncada R.I.P.R.O. 3                               | FR13 Gold · (12 Wo.)FR | — | — | Erstveröffentlichung: 15. September 2017 Verkäufe: + 66.666                               |
| 2017 | Tous les mêmes R.I.P.R.O. 3                             | FR12 Gold · (9 Wo.)FR | BEW48 (1 Wo.)BEW | — | Erstveröffentlichung: 20. Oktober 2017 Verkäufe: + 66.666                                 |
| 2018 | Noche R.I.P.R.O. 3                                      | FR2 Diamant · (23 Wo.)FR | — | CH65 (1 Wo.)CH | Erstveröffentlichung: 7. März 2018 Verkäufe: + 333.333; feat. Damso                       |
| 2018 | Jon Snow Lacrim                                         | FR6 Gold · (9 Wo.)FR | — | — | Erstveröffentlichung: 21. Dezember 2018 Verkäufe: + 100.000                               |
| 2019 | Solo Lacrim                                             | FR14 Gold · (11 Wo.)FR | — | — | Erstveröffentlichung: 4. Januar 2019 Verkäufe: + 100.000                                  |
| 2019 | Tiguere II (Freestyle) –                                | FR185 (1 Wo.)FR | — | — | Erstveröffentlichung: 1. Februar 2019                                                     |
| 2019 | Bloody Lacrim                                           | FR11 (3 Wo.)FR | — | — | Erstveröffentlichung: 8. Februar 2019 feat. 6ix9ine                                       |
| 2019 | Philippins –                                            | FR125 (1 Wo.)FR | — | — | Erstveröffentlichung: 15. März 2019                                                       |
| 2019 | Tiguere III (Freestyle) –                               | FR69 (1 Wo.)FR | — | — | Erstveröffentlichung: 26. Juli 2019                                                       |
| 2020 | Allez nique ta mère R.I.P.R.O 4                         | FR15 Gold · (19 Wo.)FR | — | — | Erstveröffentlichung: 12. Juni 2020 Verkäufe: + 100.000; feat. Soso Maness                |
| 2020 | Jacques Chirac R.I.P.R.O 4                              | FR19 Gold · (8 Wo.)FR | — | — | Erstveröffentlichung: 23. September 2020 Verkäufe: + 100.000                              |
| 2021 | Mango En passant pécho O.S.T.                           | FR32 Platin · (21 Wo.)FR | — | — | Erstveröffentlichung: 4. Februar 2021 Verkäufe: + 200.000; mit Kore                       |
| 2021 | L’immortale Persona non grata                           | FR27 (5 Wo.)FR | — | — | Erstveröffentlichung: 22. September 2021                                                  |
| 2021 | Kanun Persona non grata                                 | FR46 (3 Wo.)FR | — | — | Erstveröffentlichung: 10. November 2021                                                   |
| 2021 | Reda (partie 2) –                                       | FR48 (2 Wo.)FR | — | — | Erstveröffentlichung: 10. Dezember 2021 feat. Mister You                                  |
| 2021 | Reda (partie 3) –                                       | FR49 Gold · (2 Wo.)FR | — | — | Erstveröffentlichung: 10. Dezember 2021 feat. Mister You, Koba LaD, Niro & Le Rat Luciano |
| 2023 | Gogeta –                                                | FR53 (3 Wo.)FR | — | — | Erstveröffentlichung: 26. Mai 2023 mit Mister You                                         |
| 2023 | Tesla –                                                 | FR178 (1 Wo.)FR | — | — | Erstveröffentlichung: 11. August 2023 feat. DaChoyce                                      |
| 2023 | Florent Pagny –                                         | FR197 (1 Wo.)FR | — | — | Erstveröffentlichung: 29. September 2023                                                  |
| 2024 | Corleone II Veni vidi vici                              | FR87 (1 Wo.)FR | — | — | Erstveröffentlichung: 6. März 2024                                                        |
| 2024 | Colisée Veni vidi vici                                  | FR30 Gold · (8 Wo.)FR | — | — | Erstveröffentlichung: 17. Mai 2024 Verkäufe: + 100.000; feat. SDM                         |
| 2024 | Real Madrid Veni vidi vici                              | FR41 (3 Wo.)FR | — | — | Erstveröffentlichung: 16. Oktober 2024                                                    |
| 2025 | Wow Ripro                                               | FR169 (1 Wo.)FR | — | — | Erstveröffentlichung: 23. Januar 2025                                                     |
| Folgende Lieder erschienen nicht als Single, wurden aber durch das Album zum Download und Streaming bereitgestellt und konnten somit eine Platzierung erlangen: |                                                         | | | |                                                                                           |
| |                                                         | | | |                                                                                           |
| 2014 | J’suis qu’un thug Corleone                              | FR75 (19 Wo.)FR | — | — | Charteinstieg: 13. September 2014                                                         |
| 2014 | A.W.A. Corleone                                         | FR104 Diamant · (1 Wo.)FR | — | — | Charteinstieg: 13. September 2014 Verkäufe: + 333.333; feat. French Montana               |
| 2014 | Barbade Corleone                                        | FR135 Gold · (9 Wo.)FR | — | — | Charteinstieg: 13. September 2014 Verkäufe: + 100.000                                     |
| 2014 | Bracelet Corleone                                       | FR141 (1 Wo.)FR | — | — | Charteinstieg: 13. September 2014                                                         |
| 2014 | Oz Corleone                                             | FR173 (1 Wo.)FR | — | — | Charteinstieg: 13. September 2014                                                         |
| 2014 | Mon frère Corleone                                      | FR189 (1 Wo.)FR | — | — | Charteinstieg: 13. September 2014                                                         |
| 2015 | Voyous R.I.P.R.O. – Volume 1                            | FR89 (2 Wo.)FR | — | — | Charteinstieg: 13. Juni 2015 feat. Gradur                                                 |
| 2015 | 6.35 R.I.P.R.O. – Volume 1                              | FR134 (1 Wo.)FR | — | — | Charteinstieg: 13. Juni 2015 feat. Sch & Sadek                                            |
| 2015 | Red Zone R.I.P.R.O. – Volume 1                          | FR140 (1 Wo.)FR | — | — | Charteinstieg: 13. Juni 2015 feat. Nessbeal & Rimkus                                      |
| 2015 | Y a R R.I.P.R.O. – Volume 1                             | FR151 (1 Wo.)FR | — | — | Charteinstieg: 13. Juni 2015                                                              |
| 2015 | Sale époque Part. 2 R.I.P.R.O. – Volume 1               | FR154 (1 Wo.)FR | — | — | Charteinstieg: 13. Juni 2015                                                              |
| 2015 | Mon fils R.I.P.R.O. – Volume 1                          | FR158 (1 Wo.)FR | — | — | Charteinstieg: 13. Juni 2015                                                              |
| 2015 | Petit jaloux R.I.P.R.O. 2                               | FR64 (1 Wo.)FR | — | — | Charteinstieg: 19. Dezember 2015 feat. Maître Gims                                        |
| 2015 | On y est R.I.P.R.O. 2                                   | FR103 (1 Wo.)FR | — | — | Charteinstieg: 19. Dezember 2015 feat. SCH, Rimkus & Walid                                |
| 2015 | C’est ma vie R.I.P.R.O. 2                               | FR146 (1 Wo.)FR | — | — | Charteinstieg: 19. Dezember 2015                                                          |
| 2015 | Adieu R.I.P.R.O. 2                                      | FR147 (1 Wo.)FR | — | — | Charteinstieg: 19. Dezember 2015                                                          |
| 2015 | En la calle R.I.P.R.O. 2                                | FR180 (1 Wo.)FR | — | — | Charteinstieg: 19. Dezember 2015 feat. Yandel                                             |
| 2017 | 2 Pac Force & Honneur                                   | FR7 Gold · (7 Wo.)FR | — | — | Charteinstieg: 7. April 2017 Verkäufe: + 66.666                                           |
| 2017 | 20 bouteilles Force & Honneur                           | FR12 Gold · (7 Wo.)FR | — | — | Charteinstieg: 7. April 2017 Verkäufe: + 66.666                                           |
| 2017 | Tristi Force & Honneur                                  | FR13 Gold · (7 Wo.)FR | — | CH91 (1 Wo.)CH | Charteinstieg: 7. April 2017 Verkäufe: + 66.666; feat. Ghali                              |
| 2017 | Rockefeller Force & Honneur                             | FR21 Gold · (6 Wo.)FR | — | — | Charteinstieg: 7. April 2017 Verkäufe: + 100.000                                          |
| 2017 | Kim Jong Un Force & Honneur                             | FR22 (5 Wo.)FR | — | — | Charteinstieg: 7. April 2017                                                              |
| 2017 | Ça paie pas Force & Honneur                             | FR26 (4 Wo.)FR | — | — | Charteinstieg: 7. April 2017                                                              |
| 2017 | Laisse-les Force & Honneur                              | FR27 (5 Wo.)FR | — | — | Charteinstieg: 7. April 2017 feat. SCH                                                    |
| 2017 | Pardon… Force & Honneur                                 | FR28 (5 Wo.)FR | — | — | Charteinstieg: 7. April 2017                                                              |
| 2017 | Cohiba Force & Honneur                                  | FR33 (4 Wo.)FR | — | — | Charteinstieg: 7. April 2017                                                              |
| 2017 | Nuit blanche Force & Honneur                            | FR40 (4 Wo.)FR | — | — | Charteinstieg: 7. April 2017                                                              |
| 2017 | Papa trabaja Force & Honneur                            | FR44 (5 Wo.)FR | — | — | Charteinstieg: 7. April 2017 feat. Bruluxx                                                |
| 2017 | Mythone pas Force & Honneur                             | FR46 (3 Wo.)FR | — | — | Charteinstieg: 7. April 2017 feat. Rikmus                                                 |
| 2017 | Solitaire Force & Honneur                               | FR48 (3 Wo.)FR | — | — | Charteinstieg: 7. April 2017                                                              |
| 2017 | Histoire de Force & Honneur                             | FR55 (4 Wo.)FR | — | — | Charteinstieg: 7. April 2017 feat. AM                                                     |
| 2017 | Intocable R.I.P.R.O. 3                                  | FR5 Gold · (6 Wo.)FR | — | — | Charteinstieg: 24. November 2017 Verkäufe: + 66.666                                       |
| 2017 | Veux-tu? R.I.P.R.O. 3                                   | FR6 Gold · (10 Wo.)FR | — | — | Charteinstieg: 24. November 2017 Verkäufe: + 66.666; feat. Ninho                          |
| 2017 | Gericault R.I.P.R.O. 3                                  | FR9 Platin · (15 Wo.)FR | — | — | Charteinstieg: 24. November 2017 Verkäufe: + 200.000                                      |
| 2017 | J’essaie R.I.P.R.O. 3                                   | FR14 (3 Wo.)FR | — | — | Charteinstieg: 24. November 2017                                                          |
| 2017 | Partis de rien R.I.P.R.O. 3                             | FR16 (3 Wo.)FR | — | — | Charteinstieg: 24. November 2017                                                          |
| 2017 | Rio R.I.P.R.O. 3                                        | FR17 (3 Wo.)FR | — | — | Charteinstieg: 24. November 2017                                                          |
| 2017 | Audemars piguet R.I.P.R.O. 3                            | FR22 (3 Wo.)FR | — | — | Charteinstieg: 24. November 2017                                                          |
| 2017 | La valise R.I.P.R.O. 3                                  | FR25 (2 Wo.)FR | — | — | Charteinstieg: 24. November 2017                                                          |
| 2017 | Vory v zakone R.I.P.R.O. 3                              | FR27 (2 Wo.)FR | — | — | Charteinstieg: 24. November 2017                                                          |
| 2017 | Mode S R.I.P.R.O. 3                                     | FR30 (2 Wo.)FR | — | — | Charteinstieg: 24. November 2017                                                          |
| 2017 | London Blues R.I.P.R.O. 3                               | FR62 (2 Wo.)FR | — | — | Charteinstieg: 24. November 2017 feat. Paigey Cakey                                       |
| 2017 | 3dabi R.I.P.R.O. 3                                      | FR63 (2 Wo.)FR | — | — | Charteinstieg: 24. November 2017 feat. Shayfeen & Madd                                    |
| 2019 | Maladie Lacrim                                          | FR15 Platin · (10 Wo.)FR | — | — | Charteinstieg: 15. Februar 2019 Verkäufe: + 200.000; feat. Soolking                       |
| 2019 | RS6 Lacrim                                              | FR24 (2 Wo.)FR | — | — | Charteinstieg: 15. Februar 2019                                                           |
| 2019 | Patrizia Lacrim                                         | FR25 (2 Wo.)FR | — | — | Charteinstieg: 15. Februar 2019                                                           |
| 2019 | West Coast Lacrim                                       | FR31 (2 Wo.)FR | — | — | Charteinstieg: 15. Februar 2019 feat. Snoop Dogg                                          |
| 2019 | Éprouvé Lacrim                                          | FR43 (2 Wo.)FR | — | — | Charteinstieg: 15. Februar 2019 feat. Kayna Samet                                         |
| 2019 | Never Personal Lacrim                                   | FR46 (1 Wo.)FR | — | — | Charteinstieg: 15. Februar 2019 feat. Rick Ross                                           |
| 2019 | Puerto Rico Lacrim                                      | FR50 (1 Wo.)FR | — | — | Charteinstieg: 15. Februar 2019 feat. French Montana                                      |
| 2019 | Jvlivs Lacrim                                           | FR51 (2 Wo.)FR | — | — | Charteinstieg: 15. Februar 2019                                                           |
| 2019 | Granada Lacrim                                          | FR57 (1 Wo.)FR | — | — | Charteinstieg: 15. Februar 2019                                                           |
| 2019 | Pardon mama Lacrim                                      | FR61 (1 Wo.)FR | — | — | Charteinstieg: 15. Februar 2019                                                           |
| 2019 | Miami Lacrim                                            | FR65 (1 Wo.)FR | — | — | Charteinstieg: 15. Februar 2019                                                           |
| 2019 | Trabaja Lacrim                                          | FR74 (1 Wo.)FR | — | — | Charteinstieg: 15. Februar 2019                                                           |
| 2019 | Adjida Lacrim                                           | FR85 (1 Wo.)FR | — | — | Charteinstieg: 15. Februar 2019                                                           |
| 2019 | Kounti Lacrim                                           | FR94 (1 Wo.)FR | — | — | Charteinstieg: 15. Februar 2019 feat. Cheb Mami                                           |
| 2019 | Fugazi Lacrim                                           | FR105 (2 Wo.)FR | — | — | Charteinstieg: 15. Februar 2019 feat. M Huncho & 3robi                                    |
| 2019 | 26 décembre 1999 Lacrim                                 | FR130 (1 Wo.)FR | — | — | Charteinstieg: 15. Februar 2019 feat. Oxmo Puccino                                        |
| 2019 | Tootsie’s Lacrim                                        | FR152 (1 Wo.)FR | — | — | Charteinstieg: 15. Februar 2019                                                           |
| 2020 | Boston George R.I.P.R.O 4                               | FR3 Diamant · (23 Wo.)FR | — | CH64 (1 Wo.)CH | Charteinstieg: 23. Oktober 2020 Verkäufe: + 333.333; feat. Maes                           |
| 2020 | Dadinho R.I.P.R.O 4                                     | FR4 Platin · (6 Wo.)FR | — | CH98 (1 Wo.)CH | Charteinstieg: 23. Oktober 2020 Verkäufe: + 200.000; feat. Ninho                          |
| 2020 | Eric Cantona R.I.P.R.O 4                                | FR13 (4 Wo.)FR | — | — | Charteinstieg: 23. Oktober 2020 feat. Jul                                                 |
| 2020 | Végéta R.I.P.R.O 4                                      | FR21 (2 Wo.)FR | — | — | Charteinstieg: 23. Oktober 2020                                                           |
| 2020 | Nipsey Hussle R.I.P.R.O 4                               | FR22 (2 Wo.)FR | — | — | Charteinstieg: 23. Oktober 2020 feat. Niska                                               |
| 2020 | Rafa & Carlos R.I.P.R.O 4                               | FR23 Gold · (3 Wo.)FR | — | — | Charteinstieg: 23. Oktober 2020 Verkäufe: + 100.000                                       |
| 2020 | El Professor R.I.P.R.O 4                                | FR28 (2 Wo.)FR | — | — | Charteinstieg: 23. Oktober 2020                                                           |
| 2020 | Penelope Cruz R.I.P.R.O 4                               | FR41 Gold · (2 Wo.)FR | — | — | Charteinstieg: 23. Oktober 2020 Verkäufe: + 100.000                                       |
| 2020 | Picasso R.I.P.R.O 4                                     | FR42 (2 Wo.)FR | — | — | Charteinstieg: 23. Oktober 2020                                                           |
| 2020 | Big Meech R.I.P.R.O 4                                   | FR52 (1 Wo.)FR | — | — | Charteinstieg: 23. Oktober 2020 feat. Leto                                                |
| 2020 | Dracula R.I.P.R.O 4                                     | FR63 (1 Wo.)FR | — | — | Charteinstieg: 23. Oktober 2020 feat. Vladimir Cauchela & Sfera Ebbasta                   |
| 2020 | Zizou R.I.P.R.O 4                                       | FR71 (1 Wo.)FR | — | — | Charteinstieg: 23. Oktober 2020                                                           |
| 2020 | Sam & Driss R.I.P.R.O 4                                 | FR83 (1 Wo.)FR | — | — | Charteinstieg: 23. Oktober 2020                                                           |
| 2020 | Kadryrov R.I.P.R.O 4                                    | FR103 (1 Wo.)FR | — | — | Charteinstieg: 23. Oktober 2020 feat. Goulag                                              |
| 2020 | Le petit nicolas R.I.P.R.O 4                            | FR105 (1 Wo.)FR | — | — | Charteinstieg: 23. Oktober 2020                                                           |
| 2021 | Reda l’égyptien Persona Non Grata                       | FR53 (2 Wo.)FR | — | — |                                                                                           |
| 2021 | P38 Special Persona Non Grata                           | FR64 (2 Wo.)FR | — | — |                                                                                           |
| 2021 | On l’a pas choisi Persona Non Grata                     | FR68 Gold · (1 Wo.)FR | — | — |                                                                                           |
| 2021 | Señor de los Gallos Persona Non Grata                   | FR88 Gold · (1 Wo.)FR | — | — | feat. Werenoi                                                                             |
| 2021 | Ocean Drive Persona Non Grata                           | FR94 (1 Wo.)FR | — | — |                                                                                           |
| 2021 | American Gangster Persona Non Grata                     | FR100 (1 Wo.)FR | — | — |                                                                                           |
| 2021 | J’appelle Uber Persona Non Grata                        | FR120 (1 Wo.)FR | — | — | feat. Morad                                                                               |
| 2021 | OTF Persona Non Grata                                   | FR142 (1 Wo.)FR | — | — |                                                                                           |
| 2021 | RM Persona Non Grata                                    | FR162 (1 Wo.)FR | — | — |                                                                                           |
| 2021 | Persona Non Grata                                       | FR184 (1 Wo.)FR | — | — |                                                                                           |
| 2021 | Radeau de la méduse Persona Non Grata                   | FR193 (1 Wo.)FR | — | — |                                                                                           |
| 2021 | Tulum Persona Non Grata                                 | FR199 (1 Wo.)FR | — | — |                                                                                           |
| 2023 | Code barre Sale époque                                  | FR19 (4 Wo.)FR | — | — |                                                                                           |
| 2023 | Main moite Sale époque                                  | FR79 (1 Wo.)FR | — | — |                                                                                           |
| 2023 | Training Day Sale époque                                | FR158 (1 Wo.)FR | — | — |                                                                                           |
| 2023 | Tous les silences ne font pas le même bruit Sale époque | FR188 (1 Wo.)FR | — | — |                                                                                           |
| 2024 | Vrais salauds Veni vidi vici                            | FR34 (4 Wo.)FR | — | — | feat. Gazo & Kore                                                                         |
| 2024 | Ledger Veni vidi vici                                   | FR74 (1 Wo.)FR | — | — | feat. PLK                                                                                 |
| 2024 | Joie de filles Veni vidi vici                           | FR17 Platin · (20 Wo.)FR | BEW44 Gold · (2 Wo.)BEW | — | feat. Vacra                                                                               |
| 2024 | No lo sé Veni vidi vici                                 | FR7 Diamant · (… Wo.)FR | BEW28 Gold · (8 Wo.)BEW | — |                                                                                           |
| 2024 | 7.62 Veni vidi vici                                     | FR127 (1 Wo.)FR | — | — | feat. Alonzo                                                                              |
| 2024 | Joker Veni vidi vici                                    | FR137 (1 Wo.)FR | — | — |                                                                                           |
| 2025 | Comme toi Ripro                                         | FR163 (1 Wo.)FR | — | — |                                                                                           |
| 2025 | Hôtel Crillon Ripro                                     | FR164 (1 Wo.)FR | — | — | feat. Zkr                                                                                 |
| 2025 | On s’est trompés de rêve Ripro                          | FR165 (1 Wo.)FR | — | — | feat. Oli                                                                                 |
| 2025 | Habibi Ripro                                            | FR187 (1 Wo.)FR | — | — | feat. Ziak                                                                                |
| 2025 | Winterfell Ripro                                        | FR176 (1 Wo.)FR | — | — | feat. Guy2Bezbar                                                                          |

### Als Gastmusiker
| Jahr | Titel Album                     | Höchstplatzierung, Gesamtwochen, AuszeichnungChartplatzierungen (Jahr, Titel, Album, Platzierungen, Wochen, Auszeichnungen, Anmerkungen) | Höchstplatzierung, Gesamtwochen, AuszeichnungChartplatzierungen (Jahr, Titel, Album, Platzierungen, Wochen, Auszeichnungen, Anmerkungen) | Höchstplatzierung, Gesamtwochen, AuszeichnungChartplatzierungen (Jahr, Titel, Album, Platzierungen, Wochen, Auszeichnungen, Anmerkungen) | Höchstplatzierung, Gesamtwochen, AuszeichnungChartplatzierungen (Jahr, Titel, Album, Platzierungen, Wochen, Auszeichnungen, Anmerkungen) | Anmerkungen                                                                               |
| Jahr | Titel Album                     | FR | BEW | DE | CH | Anmerkungen                                                                               |
| --- | ------------------------------- | --- | --- | --- | --- | ----------------------------------------------------------------------------------------- |
| 2015 | Liquide A7                      | FR59 (3 Wo.)FR | — | — | — | Erstveröffentlichung: 30. Oktober 2015 SCH feat. Lacrim                                   |
| 2015 | La crème de la crème Rohff Game | FR77 (1 Wo.)FR | — | — | — | Erstveröffentlichung: 13. November 2015 Rohff feat. Lacrim                                |
| 2016 | Mon frelo Packman               | FR75 (3 Wo.)FR | — | — | — | Erstveröffentlichung: 5. Februar 2016 Lapso Laps feat. Kore, Lacrim, Sadek & Sch          |
| 2018 | VLT Vidalossa                   | FR48 (4 Wo.)FR | — | — | — | Erstveröffentlichung: 22. Juni 2018 Dosseh feat. Lacrim                                   |
| 2018 | Maradona –                      | FR62 Gold · (11 Wo.)FR | — | — | — | Erstveröffentlichung: 29. Juni 2018 Verkäufe: + 100.000; Am La Scampia feat. Lacrim       |
| 2018 | De aqui pa ya Plug Talk 2       | — | — | — | — | Erstveröffentlichung: 31. Juli 2020 The Plug feat. Lacrim & Morad                         |
| 2018 | Rolls Dans les yeux             | FR15 Platin · (19 Wo.)FR | — | — | — | Erstveröffentlichung: 26. Oktober 2018 Verkäufe: + 200.000; Hornet La Frappe feat. Lacrim |
| 2019 | J-Lo Press Play                 | FR136 (3 Wo.)FR | — | — | — | Erstveröffentlichung: 23. August 2019 Charteinstieg FR: 2024 AriBeatz feat. Nimo & Lacrim |
| 2021 | Santorini Boite noire           | FR42 Gold · (4 Wo.)FR | — | — | — | Erstveröffentlichung: 7. Juli 2021 Rimkus feat. Lacrim                                    |
| 2021 | Jour de paye Boîte Noire        | FR68 (1 Wo.)FR | — | — | — | Erstveröffentlichung: 3. September 2021 Rimkus feat. Koba LaD & Lacrim                    |
| 2023 | Bang Bang Bang Matrixé          | FR71 (3 Wo.)FR | — | — | — | Erstveröffentlichung: 6. Januar 2023 Kofs feat. Lacrim                                    |
| 2023 | Ali Fracturé                    | FR59 (3 Wo.)FR | — | — | — | Erstveröffentlichung: 19. Mai 2023 Rimkus feat. Werenoi, Lacrim & Mac Tyer                |
| 2023 | Zanka –                         | — | — | DE55 (1 Wo.)DE | CH63 (1 Wo.)CH | Erstveröffentlichung: 6. Oktober 2023 Samra feat. Accaoui & Lacrim                        |
| 2024 | Origin Mr. Untouchable          | — | — | — | CH99 (1 Wo.)CH | Erstveröffentlichung: 1. November 2024 Dardan feat. Lacrim                                |
| Folgende Lieder erschienen nicht als Single, wurden aber durch das Album zum Download und Streaming bereitgestellt und konnten somit eine Platzierung erlangen: |                                 | | | | |                                                                                           |
| |                                 | | | | |                                                                                           |
| 2015 | Merci Règlement de comptes      | FR111 (1 Wo.)FR | — | — | — | Charteinstieg: 7. Februar 2015 Alonzo feat. Lacrim                                        |
| 2015 | La douille L’homme au bob       | FR85 (1 Wo.)FR | — | — | — | Charteinstieg: 7. März 2015 Gradur feat. Lacrim                                           |
| 2015 | El Chapo Le bruit de mon âme    | FR185 (1 Wo.)FR | — | — | — | Charteinstieg: 11. April 2015 Kaaris feat. Lacrim                                         |
| 2017 | Ça va Deo favente               | FR42 (2 Wo.)FR | — | — | — | Charteinstieg: 12. Mai 2017 SCH feat. Lacrim                                              |
| 2017 | Snitch Mwaka Moon               | FR109 (2 Wo.)FR | — | — | — | Charteinstieg: 20. Oktober 2017 Kalash feat. Lacrim                                       |
| 2018 | Cosa Nostra Fruit du démon      | FR39 (5 Wo.)FR | — | — | — | Charteinstieg: 9. November 2018 Soolking feat. Sofiane & Lacrim                           |
| 2019 | Fortuné On est fait pour ça     | FR124 (1 Wo.)FR | — | — | — | Charteinstieg: 28. Juni 2019 Naps feat. Lacrim                                            |
| 2020 | Big Money 100 visages           | FR57 (2 Wo.)FR | — | — | — | Charteinstieg: 4. September 2020 Leto feat. Lacrim                                        |
| 2022 | Salute Le chemin des braves     | FR97 (1 Wo.)FR | — | — | — | Charteinstieg: 8. April 2022 Da Uzi feat. Lacrim                                          |

## Statistik

### Chartauswertung
|                     | FR     | BEW      | CH     |
| ------------------- | ------ | -------- | ------ |
| Nummer-eins-Alben   | FR6FR  | BEW—BEW  | CH—CH  |
| Top-10-Alben        | FR9FR  | BEW7BEW  | CH2CH  |
| Alben in den Charts | FR13FR | BEW12BEW | CH10CH |

|                       | FR      | BEW     | DE    | CH     |
| --------------------- | ------- | ------- | ----- | ------ |
| Nummer-eins-Singles   | FR—FR   | BEW—BEW | DE—DE | CH—CH  |
| Top-10-Singles        | FR13FR  | BEW—BEW | DE—DE | CH—CH  |
| Singles in den Charts | FR152FR | BEW6BEW | DE1DE | CH10CH |

### Auszeichnungen für Musikverkäufe
Anmerkung: Auszeichnungen in Ländern aus den Charttabellen bzw. Chartboxen sind in ebendiesen zu finden.
| Land/RegionAuszeichnungen für Musikverkäufe (Land/Region, Auszeichnungen, Verkäufe, Quellen) | Gold       | Platin       | Diamant     | Verkäufe  | Quellen         |
| -------------------------------------------------------------------------------------------- | ---------- | ------------ | ----------- | --------- | --------------- |
| Belgien (BRMA)                                                                               | 2× Gold2   | —            | —           | 20.000    | ultratop.be     |
| Frankreich (SNEP)                                                                            | 28× Gold28 | 22× Platin22 | 7× Diamant7 | 7.591.000 | snepmusique.com |
| Insgesamt                                                                                    | 30× Gold30 | 22× Platin22 | 7× Diamant7 |           |                 |